# Sioux Valley Dakota Nation
Sioux Valley Dakota Nation är ett reservat i Kanada.   Det ligger i provinsen Manitoba, i den sydöstra delen av landet, 1 900 km väster om huvudstaden Ottawa.
Trakten runt Sioux Valley Dakota Nation består till största delen av jordbruksmark. Runt Sioux Valley Dakota Nation är det mycket glesbefolkat, med 2 invånare per kvadratkilometer.